# Classe préparatoire physique et technologie
Dans le système éducatif français, la classe préparatoire physique et technologie ou PT est une des voies d'orientation en seconde année, communément appelée Maths spé, de la filière des classes préparatoires scientifiques.
On y accède après la classe préparatoire physique, technologie et sciences de l'ingénieur (PTSI).

## Enseignement

### Cursus
Les élèves titulaires d'un Baccalauréat scientifique qui ont été admis dans la voie PTSI peuvent, s'ils sont autorisés à passer en seconde année, choisir entre PT et PSI, mais c'est la première voie qui est majoritairement choisie. Lors de l'année scolaire 2014-2015, les classes préparatoires PT ont un effectif évalué à environ 2 800 étudiants selon l'UPS.
Les matières scientifiques enseignées sont les mathématiques, la physique et la chimie, les sciences de l'ingénieur et l'informatique, selon des programmes entrés en vigueur en 2014. Les TIPE font appel principalement à la physique et aux sciences de l'ingénieur. La formation comporte également un enseignement en langue vivante et en français-philosophie. Les deux heures prévues pour l'EPS ne sont pas assurées dans la totalité des lycées.
À l'issue de l'année de PT, les étudiants se présentent aux concours d'entrée aux grandes écoles d'ingénieurs, un concours commun à ces écoles étant géré par la banque PT. Chaque groupement d'écoles choisit parmi les 13 épreuves de la banque PT celles qu'il souhaite prendre en compte dans la notation. Chaque groupement d'école choisit également le poids de chacune des épreuves sur la notation globale. Bien que chaque groupement ait une manière différente de coefficienter les épreuves, on peut observer que les épreuves scientifiques représentent environ 75% de la notation finale. Les épreuves littéraires comptent quant à elles pour 25% de la notation.
Ils peuvent également intégrer une école d'ingénieur par une candidature sur dossier. Ils bénéficient de 60 crédits ECTS, qui s'ajoutent aux 60 obtenus à la fin de l'année de PTSI.

### Répartition horaire
| Matière                                 | Total  | Cours | TD                | TP     | Colles            |
| --------------------------------------- | ------ | ----- | ----------------- | ------ | ----------------- |
| Mathématiques                           | 9 h    | 6 h   | 3 h               | 0      | 1 h par quinzaine |
| Physique - Chimie                       | 8 h    | 4 h   | 2 h               | 2 h    | 1 h par quinzaine |
| Sciences Industrielles pour l'Ingénieur | 8 h 30 | 2 h   | 4 h               | 2 h 30 | 1 h par quinzaine |
| Français - Philosophie                  | 2 h    | 2 h   | 0                 | 0      | 1 h par semestre  |
| Langue Vivante 1                        | 2 h    | 2 h   | 0                 | 0      | 1 h par quinzaine |
| Langue Vivante 2 (facultatif)           | 2 h    | 2 h   | 0                 | 0      | 0                 |
| Informatique                            | 1 h    | 0     | 2 h par quinzaine | 0      | 0                 |
| TIPE                                    | 2 h    | 2 h   | 0                 | 0      | 0                 |

## Liste des lycées avec une classe de PT ou PT*
Les classes PT* - dites « étoiles », ou « étoilées » - ont en théorie les mêmes programmes que les classes PT, mais ont en pratique un rythme et un niveau d'approfondissement supérieurs, de manière à préparer les concours les plus difficiles.
| Dép. | Lycée                | PT | PT* | Dép. | Lycée                        | PT | PT* | Dép. | Lycée                    | PT | PT* |
| ---- | -------------------- | -- | --- | ---- | ---------------------------- | -- | --- | ---- | ------------------------ | -- | --- |
| 03   | Paul-Constans        | 1  | -   | 06   | Les Eucalyptus               | 1  | 1   | 13   | Vauvenargues             | 1  | 1   |
| 13   | Jean-Perrin          | 1  | 1   | 14   | Dumont-d'Urville             | 1  | -   | 20   | Laetitia-Bonaparte       | 1  | -   |
| 21   | Gustave-Eiffel       | 1  | -   | 25   | Jules-Haag                   | 1  | -   | 29   | la Croix-Rouge (Privé)   | 1  | -   |
| 29   | Vauban               | 1  | -   | 30   | Dhuoda                       | 1  | -   | 31   | Déodat-de-Séverac        | -  | 1   |
| 33   | Gustave-Eiffel       | 1  | 1   | 34   | Jean-Mermoz                  | 1  | -   | 35   | Joliot-Curie             | 1  | -   |
| 37   | Jacques-de-Vaucanson | 1  | 1   | 38   | Vaucanson                    | 1  | 1   | 38   | Ferdinand-Buisson        | 1  | -   |
| 42   | Etienne-Mimard       | 1  | -   | 44   | Lycée Livet (Nantes)         | 1  | 1   | 45   | Benjamin-Franklin        | 1  | -   |
| 49   | Chevrollier          | 1  | -   | 49   | Saint-Aubin-La-Salle (Privé) | 1  | -   | 51   | Franklin-Roosevelt       | 1  | -   |
| 54   | Henri-Loritz         | -  | 1   | 56   | Alain-René-Lesage            | 1  | -   | 57   | Louis-de-Cormontaigne    | 1  | -   |
| 58   | Jules-Renard         | 1  | -   | 59   | Gustave-Eiffel               | 1  | 1   | 59   | César Baggio             | 1  | 1   |
| 59   | Europe               | 1  | -   | 60   | Marie-Curie                  | 1  | -   | 63   | Jean-Zay                 | 1  | -   |
| 65   | Jean-Dupuy           | 1  | -   | 67   | Louis-Couffignal             | 1  | 1   | 69   | La Martinière Monplaisir | 1  | 1   |
| 71   | La Prat's            | 1  | -   | 71   | Nicéphore-Niepce             | 1  | -   | 72   | Gabriel-Touchard         | 1  | -   |
| 74   | Louis-Lachenal       | 1  | -   | 75   | Dorian                       | 1  | -   | 75   | Raspail                  | 1  | 1   |
| 75   | Voltaire             | 1  | -   | 75   | Chaptal                      | -  | 1   | 75   | Jean-Baptiste-Say        | -  | 1   |
| 76   | Robert-Schumann      | 1  | -   | 76   | Blaise-Pascal                | 1  | -   | 77   | Pierre-de-Coubertin      | 1  | -   |
| 77   | La Fayette           | -  | 1   | 78   | Jules-Ferry                  | 1  | 1   | 78   | Sainte-Geneviève         | -  | 1   |
| 82   | Antoine Bourdelle    | 1  | -   | 83   | Rouvière                     | 1  | -   | 86   | Nelson-Mandela           | 1  | -   |
| 87   | Turgot               | 1  | -   | 90   | Raoul Follereau              | 1  | -   | 91   | Parc-de-Vilgenis         | 1  | -   |
| 92   | Newton               | 1  | -   | 92   | Passy-Buzenval               | 1  | -   | 93   | Le Corbusier             | 1  | -   |
| 94   | Langevin-Wallon      | 1  | -   | 94   | Gustave-Eiffel               | -  | 1   | 971  | Charles-Coëffin          | 1  | -   |
| 974  | Lislet Geoffroy      | 1  | -   | 987  | Taaone                       | 1  | -   | 988  | Jules-Garnier            | 1  | -   |